# Bike pólo
Bike pólo je kolektivní cyklistický sport. Je odvozený od klasického póla, ale místo koně se používá jízdní kolo. Hrají proti sobě dva týmy, jejichž cílem je dostat míček pomocí pálky do protivníkovi branky.
Ke hře se používá kolo s pouze přední brzdou a užším rozvorem kol.

## Historie
Originální varianta hry na travnaté ploše se hrála již na začátku 20. století. V roce 1908 byla ukázkovým sportem na letních olympijských hrách v Londýně.
Verze hry na pevném povrchu vznikla v roce 2000 v americkém Seattlu. Sport vynalezli cyklističtí kurýři.

### V Česku
V Česku se hraje prakticky výhradně pólo na pevném povrchu. To se poprvé hrálo v roce 2006.

## Typy

### Travnaté hřiště
Tato varianta přímo vychází z pravidel koňského póla. Hraje se buď ve čtyřech, nebo v pěti hráčích.

#### Hra pro 4 hráče
Rozměry hřiště jsou 150x100 metrů. Je ale velmi časté, že se rozměry hřiště přizpůsobují dle dostupnosti hracího místa. Velikost míčku je 64 mm. Branky jsou 4 metry široké (dle francouzských pravidel 5 metrů).
Hra je rozdělena do čtyř částí, které se nazývají chukkars. Každá chukkar má 7 a půl minuty, celková hrací doba je 30 minut.
Každý tým má celkově 6 hráčů, ze kterých hrají v jeden moment maximálně 4.

#### Hra pro 5 hráčů
Tato varianta je častěji hraná v Evropě. Rozměry hřiště jsou 100x60 metrů, tedy přibližně velikost fotbalového hřiště, na kterém se nejčastěji hraje. Velikost míčku je 32 až 38 cm. Pálka má maximální délku jednoho metru. Branky jsou 4 metry široké a 2,75 metrů vysoké.
Celková hrací doba je 60 minut, rozdělena do čtyř částí po 15 minutách.
Každý tým má celkově 8 hráčů, ze kterých hrají v jeden moment maximálně 5.

### Pevný povrch
Hry se účastní 3 hráči z každého týmu. Hrací pole je ohraničené mantinely a má nejčastěji rozměr 40x20 metrů. Hraje se buď na pět vstřelených gólů, nebo na předem stanovenou dobu - nejčastěji 10-15 minut.

## Pravidla
Všichni hráči se musí po celou dobu hry držet na kole a nešlápnout na zem. Hrací pálka je držena v pravé ruce a levou rukou se brzdí.
Pokud chce hráč zaútočit na protivníka a sebrat mu míček, musí se míček nacházet mezi nimi. Není tedy možné zaútočit na hráče z pravé strany, pokud má míček po své levé straně a naopak.

## Vybavení
Mezi základní vybavení patří speciálně upravené jízdní kolo, pálka a míček.

## Galerie

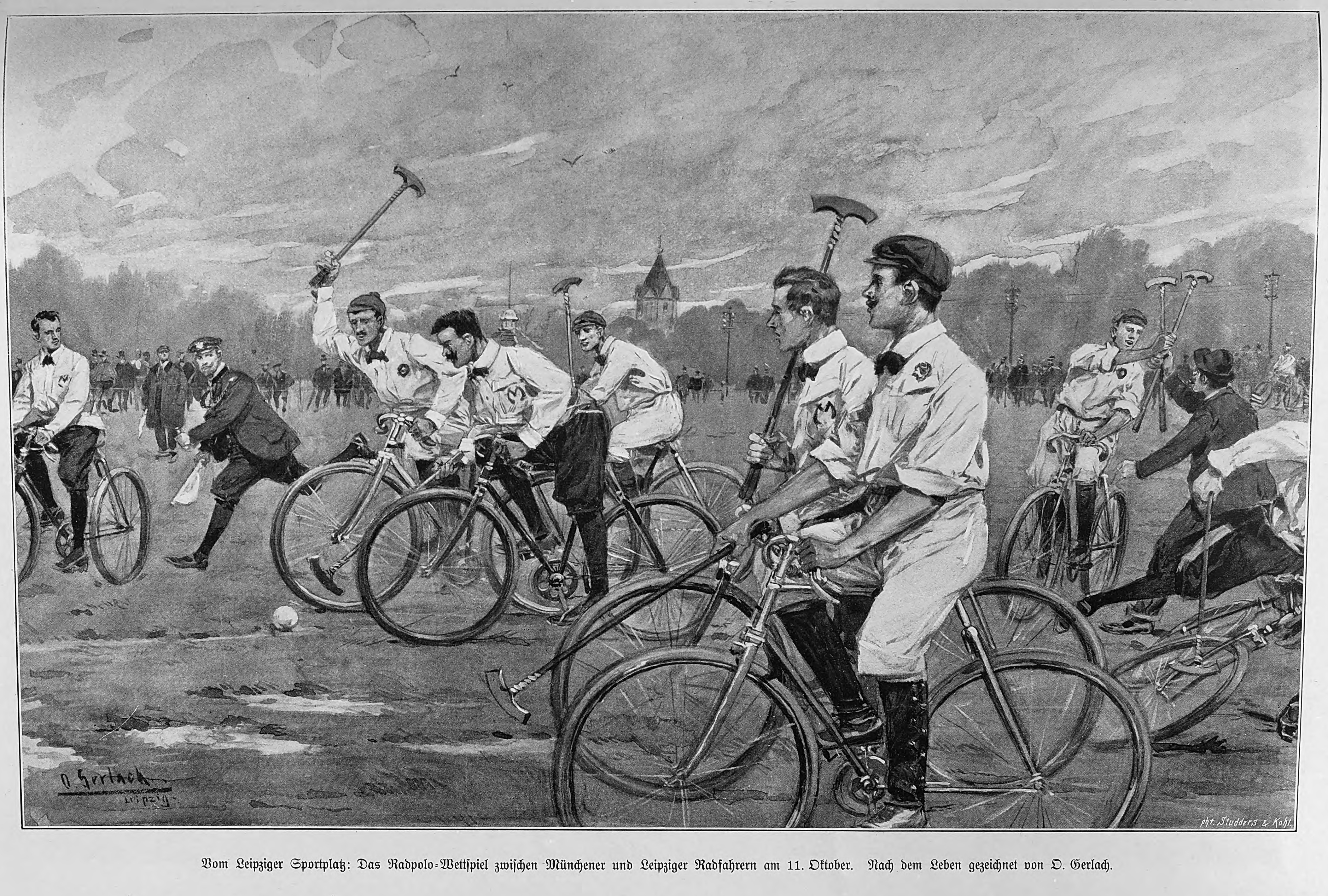
Bike pólo na pohlednici z roku 1903
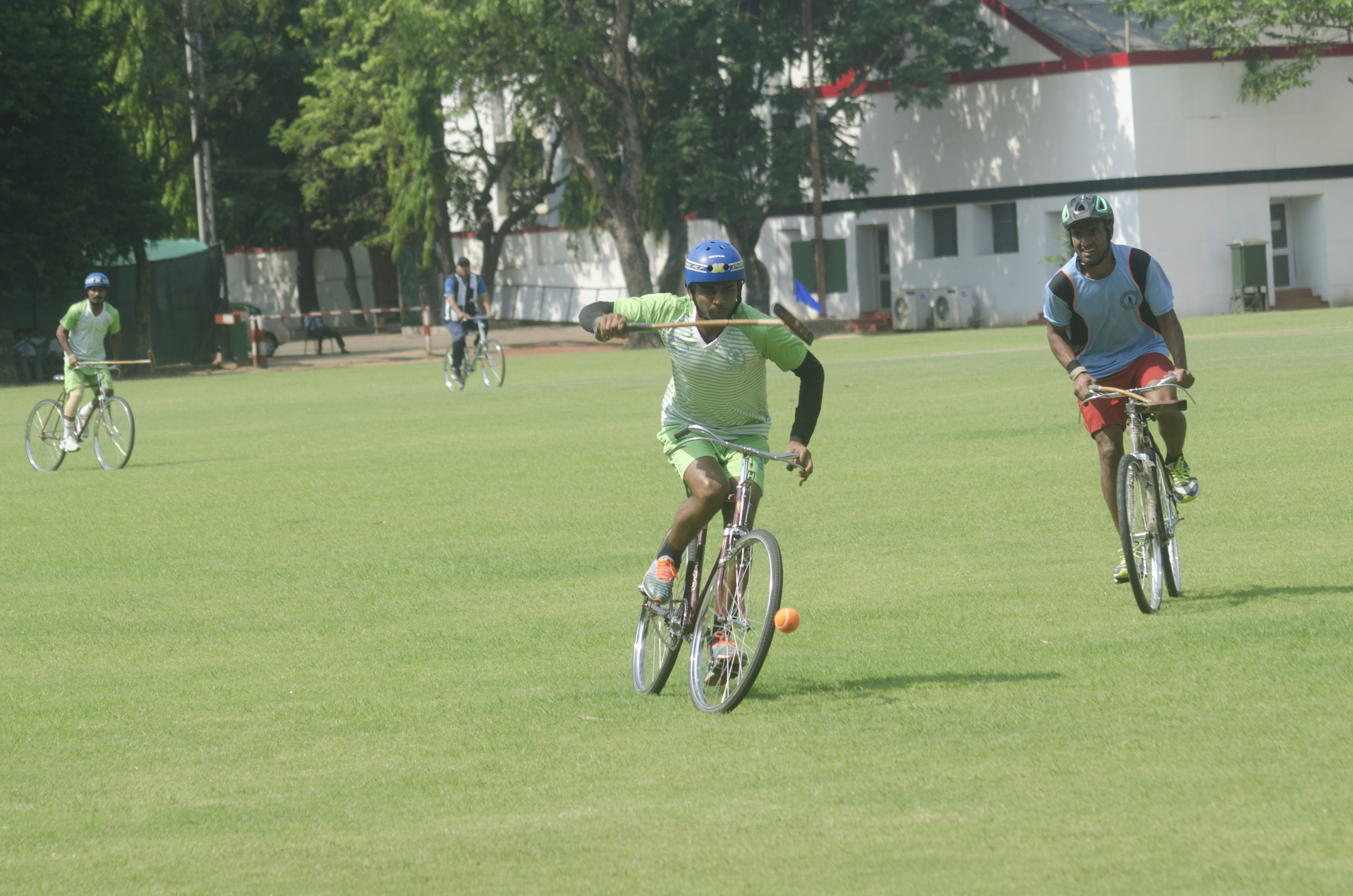
Bike pólo na trávě
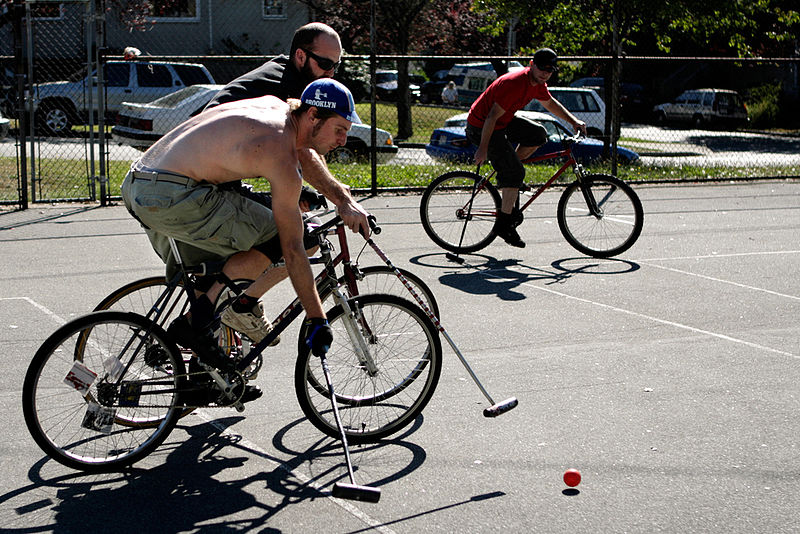
Bike pólo na pevném povrchu
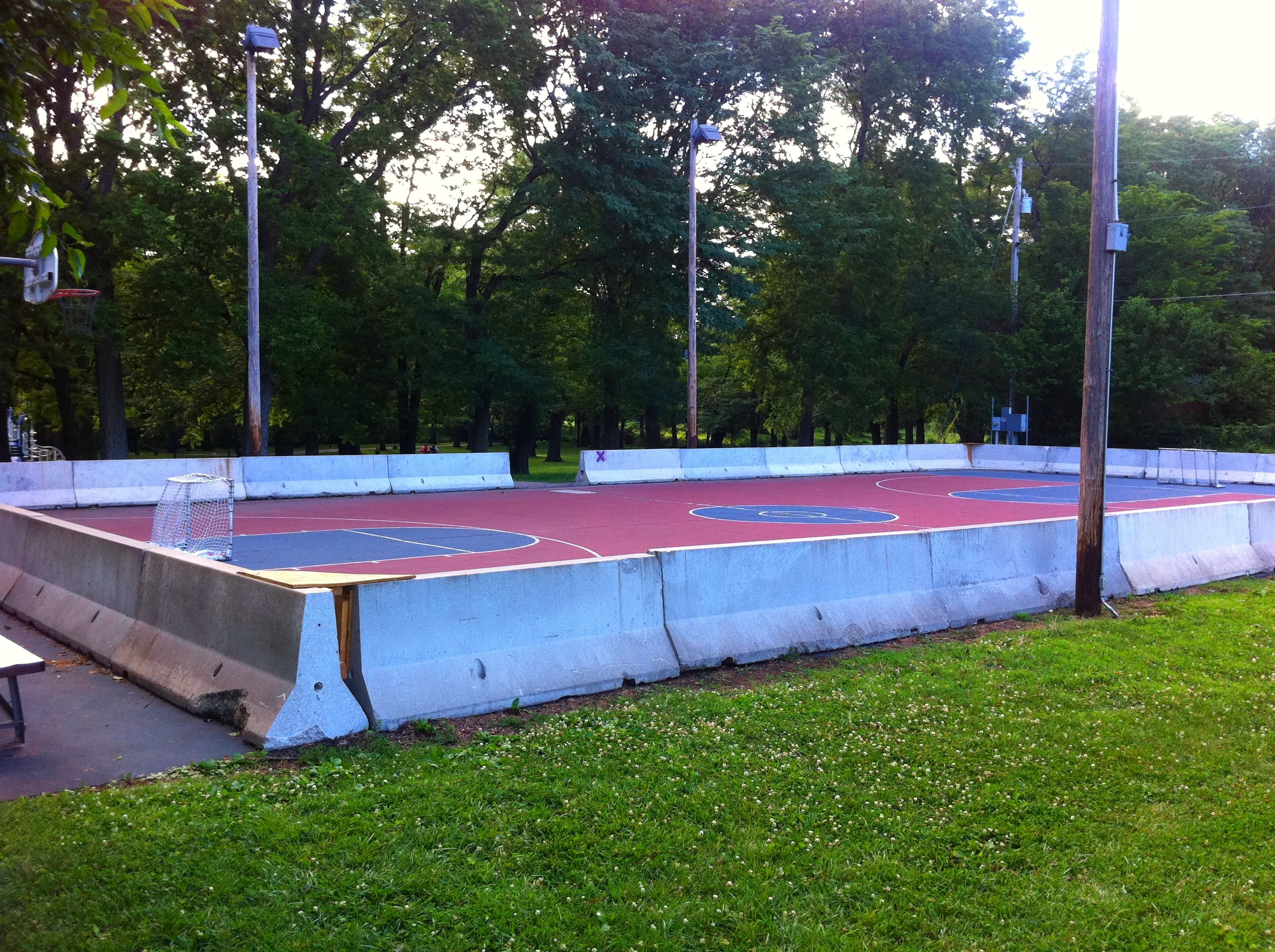
Pohled na hřiště
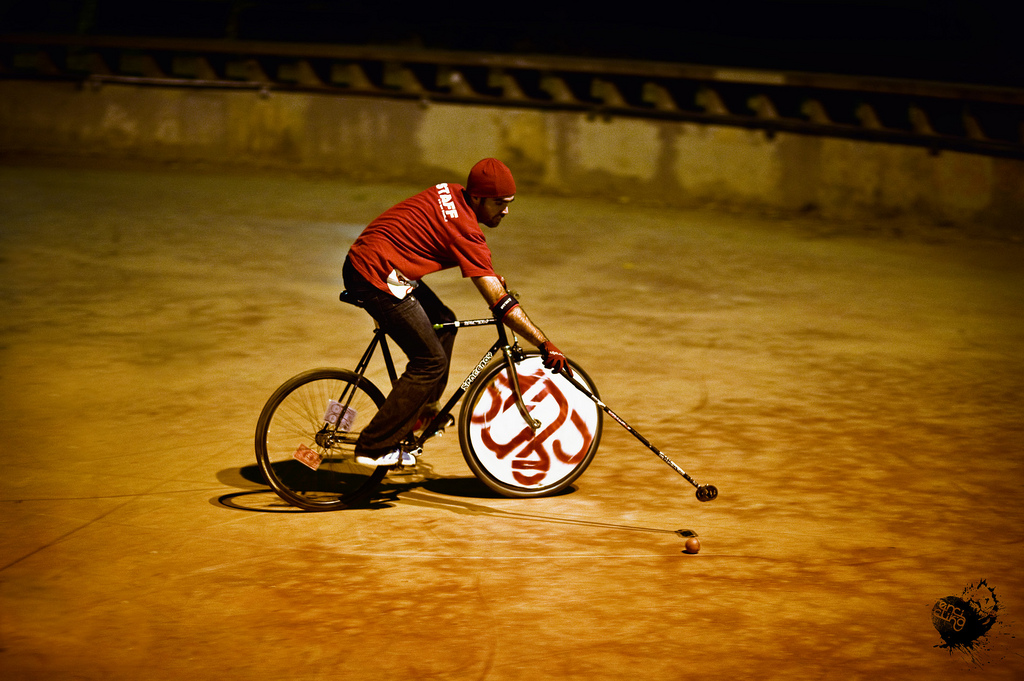